# Yves Gourgaud
Pour les articles homonymes, voir Gourgaud.
Yves Gourgaud est un écrivain français né en 1949 à Saint-Didier-en-Velay.

## Biographie
Il est docteur en histoire (1980).
Il a présidé l'Escolo Pèire-Cardenal.

## Ouvrages
- Las Oras secretosas : poemes vellaves, Clermont-Ferrand, Cercle occitan d'Auvergne, 1972 (BNF 35361208).
- Perseguidas, Clermont-Ferrand, Institut d'études occitanes du Puy-de-Dôme, 1975 (BNF 34698626).
- Le Vieux Puy occitan : l'occitan dans les noms de rues et de places, Neyrac, Le Roure, 1985 (BNF 34911488).
- Gardian, suivi d'Ousiris et Desubas (ill. Paul Granell), Salinelles, L'Aucèu libre, 2014  (ISBN 978-2-917111-27-7).
- Avec Pierrette Bérengier, Antòni Roux, lou felibre de Lunèl-Vièl : biougrafìo e estùdi literàri, Aigues-Mortes, Resson dóu nostre, 2019 (SUDOC 248204637).

### Éditions et traductions
- Éd. de Natalis Cordat, Nadaus, Le Puy-en-Velay, IEO de la Haute-Loire, 1976 (BNF 34586194).
- Éd. de Jean Delaigue, Òbras occitanas, Verne-Lapte, chez l'auteur, 1976 (BNF 34602113).
- Éd. de l'Anthologie de l'écrit occitan : Haute-Loire et Loire (1082-1982) (ill. Hélène Dauga), Neyzac, Le Roure, 1983 (BNF 34766636).
- Trad. avec Pierrette Bérengier de Clovis Hugues, Escri souciau, Saint-Martin-de-Valgalgues, Aigo vivo, 2007 (SUDOC 131788140).
- Trad. avec Pierrette Bérengier et Laurent Faggionato (d) de la Divino Liturgìo de sant Jan Crisoustome, Lectoure, monastère Saint-Gény, 2008.
- Éd. de Félix-Augustin Sévenier, Chroniques patoises du Bas-Vivarais : tableaux humoristiques de la société cévenole traditionnelle à la fin du XIXe siècle, Lyon, EMCC, 2015  (ISBN 978-2-35740-506-6).

## Prix
- Prix Frédéric-Mistral 2019[4],[5].